# Helge Donatus Janson

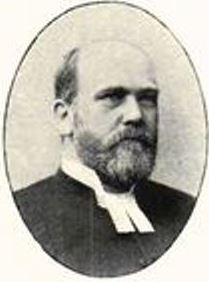
H.D. Janson.

Helge Donatus Janson, vanligen H.D. Janson, född 7 augusti 1852 i Gustav Adolfs socken, Värmlands län, död 29 december 1928 i Strängnäs, var en svensk präst.
Jansons far var präst och modern var född Hård af Segerstad. Janson blev student vid Uppsala universitet 1872, teologie kandidat 1878 och prästvigdes 1879. Han blev vice pastor i Uppsala domkyrkoförsamling 1882, docent i dogmatik vid Uppsala universitet 1882, kyrkoherde i Bromma församling 1887, kontraktsprost 1893 och teologie doktor samma år. Han var därefter kyrkoherde i Bollnäs församling 1897–1924 och kontraktsprost 1901–1907. Han var preses vid prästmötet 1902 och inspektor för Söderhamns realskola 1909–1924. Han utgav en akademisk avhandling, en prästmötesavhandling samt flera artiklar i teologiska ämnen och i nykterhetsfrågor.